# Bistum Bacău
Das Bistum Bacău (lat.: Dioecesis Baccoviensis seu Bachoviensis) war eine im heutigen Rumänien gelegene römisch-katholische Diözese mit Sitz in Bacău. 

## Geschichte
Das Bistum Bacău wurde 1611 durch Papst Paul V. errichtet. 1789 wurde selbiges durch Papst Pius VI. aufgelöst.

## Bischöfe von Bacău
- Valerianus Łubieniecki OFM, 1611–1617
- Gabriel Fredro OFM, 1627–1632
- Jan Zamoyski OP, 1633–1649, dann Bischof von Przemyśl
- Marianus Kurski OFM, 1651–1661, dann Weihbischof in Posen
- Stephanus Athanasius Rudzicki OFM, 1662–…
- Jacobus Gorecki OP, 1678–…
- Jacobus Franciscus Dłuski OFMConv, 1681–…
- Amandus Victorinus Cieszeyko OP, 1694–…
- Franciscus Bieganski OFMConv, 1698–1709
- Joannes Damascenus Łubieniecki OP, 1711–…
- Hadrianus Skrzetuski OFMConv, 1715–…
- Josaphat Parysowicz OFMConv, 1717–1732
- Thomas Zaleski OP, 1733–1734
- Raymundus Jezierski OP, 1737–1782
- Dominicus Petrus Karwosiecki OFMConv, 1782–1789